# Josephine Pemberton
Pour les articles homonymes, voir Pemberton.
Josephine M. Pemberton FRS est une biologiste britannique et professeur d'écologie moléculaire à l'université d'Édimbourg, où elle dirige l'institut de biologie de l'évolution. Elle est membre de la Royal Society (2017) et lauréate en 2018, de la médaille Darwin-Wallace décernée par la Linnean Society of London.

## Biographie
Josephine Pemberton fait des études de zoologie à l'université d'Oxford, puis à l'université de Reading où elle obtient son doctorat en sciences en 1983, pour ses recherches sur la génétique des populations de daims,, sous la direction de Robert H. Smith.

### Carrière professionnelle et recherches scientifiques
Après son doctorat, elle a été chercheuse postdoctorale au University College de Londres et à l'université de Cambridge. Elle bénéficie d'une bourse d'études du Conseil pour la recherche en biotechnologie et sciences biologiques à Cambridge et à Édimbourg. Elle est nommée maître de conférences en 1994, puis professeur à l'université d'Édimbourg, où elle dirige l'institut de biologie de l'évolution. Ses recherches sont financées par le Conseil pour la recherche en biotechnologie et sciences biologiques et le Conseil pour la recherche en environnement nature.
Elle effectue des recherches sur l'analyse de la filiation, la Pedigree chart (en), la dépression de consanguinité, la résistance des parasites et la détections de locus de caractères quantitatifs (QTL) dans les populations naturelles.
Elle a travaillé principalement sur des études à long terme de moutons de Soay, à Saint-Kilda, en Écosse, et de cerfs élaphes sur l'île de Rùm,,,.

### Prix et distinctions
- 2008 : membre de la Royal Society of Edinburgh
- 2011 : prix de la revue Molecular Ecology[10]
- 2014 : membre de l'Organisation européenne de biologie moléculaire
- 2017 : membre de la Royal Society
- 2018 : médaille Darwin-Wallace